# Die Republikein
Die Republikein (The Republican) er en afrikaanssproget nyhedsavis som dagligt udgives i Namibia. Avisen blev grundlag i december 1977 af Republican Party of Namibia. Den første redaktør af avisen var Johannes Petrus Spies. Den nuværende chefredaktør er Chris Jacobie. Avisen udgives i omkring 14000 eksemplar.